# Napier Deltic

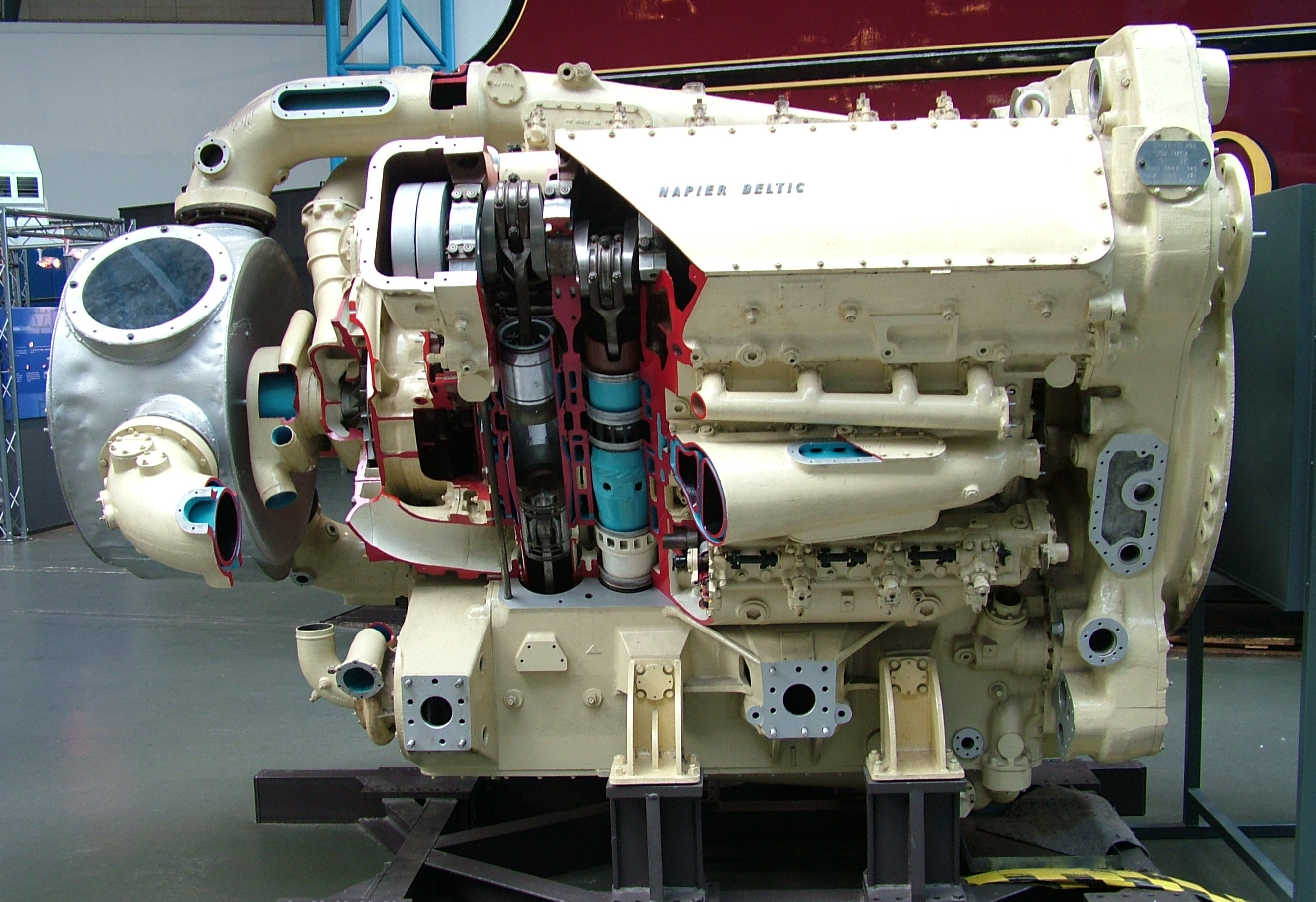
Ein Deltic-Motor im National Railway Museum in York (GB)

Die Napier Deltic waren eine Serie von leistungsstarken und kompakten Zweitakt-Großdieselmotoren, die um 1950 in der britischen Motorenfabrik Napier & Son entwickelt wurden. Der Name Deltic ist vom griechischen Buchstaben Delta abgeleitet, da die Anordnung in Längssicht an diesen Buchstaben erinnert. Aufgrund der aufwändigen Konstruktion und Stärke wurde der Typ gelegentlich als „King of all Diesel Engines“ bezeichnet. Die Deltic-Motoren beruhten auf dem von Hugo Junkers entwickelten Gegenkolbenmotor.

## Vorgeschichte und Entwicklung der Motoren

Bewegte Prinzipskizze eines Deltic-Motors. Die Frischluft ist grün und die Abgase sind violett dargestellt. Die untere Kurbelwelle dreht in die entgegengesetzte Richtung der oberen beiden Kurbelwellen. Die Kraftstoffeinspritzung erfolgt zu einem Zeitpunkt, an dem die beiden Kolben nicht gleich weit in der Bohrung stehen.

Die Geschichte der Deltic-Motoren begann im Jahr 1944 mit einem Auftrag der britischen Marine an Napier, einen leistungsstarken und kompakten Dieselmotor für den Einsatz in Schnellbooten und anderen schnellen, kleinen Einheiten zu entwickeln.
Die bisher von der Royal Navy in solchen Fällen verwendeten Benzinmotoren machten wegen der vom Treibstoff ausgehenden Brandgefahr die Boote, in denen sie eingebaut waren, sehr verwundbar, was einen deutlichen Nachteil gegenüber den dieselgetriebenen Schnellbooten der deutschen Kriegsmarine darstellte. Dieselkraftstoff hat einen wesentlich höheren Flammpunkt als Benzin und ist nicht so leicht flüchtig, was bei Beschussschäden in einer Gefechtssituation für die Besatzung den Unterschied zwischen Leben und Tod bedeuten kann.
Bis zu diesem Zeitpunkt waren für Dieselmotoren allerdings normalerweise ein hohes Leistungsgewicht und geringe erzielbare Geschwindigkeiten typisch, was für den Einsatz in leichten, schnellen Einheiten keine guten Voraussetzungen darstellte. Die Firma Napier war insofern ein guter Adressat für den Auftrag der Marine, als sie vor dem Zweiten Weltkrieg Lizenzbauten moderner deutscher Gegenkolben-Flugdieselmotoren (wie dem Junkers Jumo 205) übernommen und anschließend selbst weitere Entwicklungen in dieser Richtung unternommen hatte.
Der Vorgängermotor, auf den bei der Entwicklung des Deltic aufgebaut wurde, war der Napier Culverin, ein Gegenkolbenmotor, der wegen seiner flachen Bauform primär für den Einbau in den Tragflächen von Flugzeugen gedacht war. Da die Marine wesentlich höhere Leistungen forderte, als mit dieser Bauform erreicht werden konnte, verfiel Napier auf die Idee, drei derartige Motoren – wie in der Skizze ersichtlich – in einem gleichseitigen Dreieck anzuordnen. Er wurde in verschiedenen Ausführungen gebaut, die neun bis achtzehn Zylinder hatten.
An den Ecken dieses Dreiecks liegen drei Kurbelwellen, deren Leistung über ein am Ende des Motors angebrachtes Getriebe auf einen gemeinsamen Abtrieb zusammengeführt wird. Frühere Versuche, solche Motoren zu bauen, waren daran gescheitert, eine sinnvolle Koordinierung der drei Kurbelwellen zu finden; Napier löste dieses Problem dadurch, dass sich eine der drei Wellen entgegengesetzt zu den anderen dreht.
Interessant an dieser Anordnung war auch, dass diese Motoren eine in stets dieselbe Richtung gerichtete Spülluft-Strömung durch die Zylinder hatten (Gleichstromspülung, deshalb wurden die Motoren auch als „uniflow“ bekannt), was zusammen mit den unsymmetrischen Steuerzeiten (die Auslassschlitze schließen vor den Einlassschlitzen) und der leichten Turboaufladung zur Effizienz des Motors beitrug.

## Erprobung und Einsatz bei der Marine

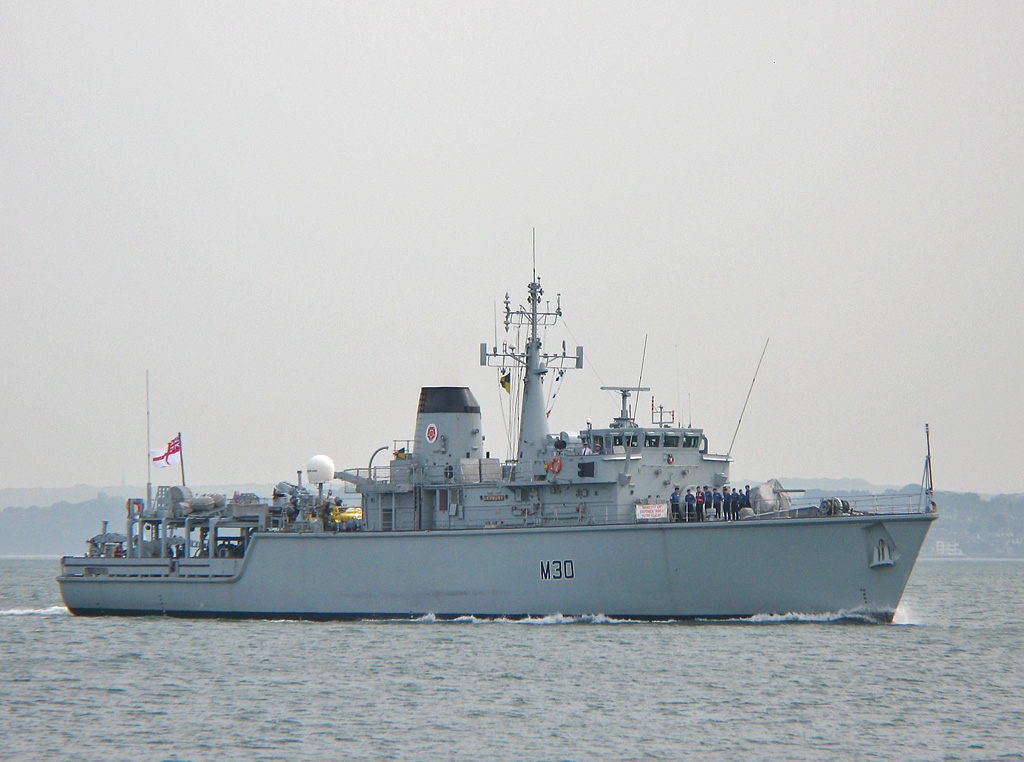
Die HMS Ledbury aus der Hunt-Klasse hatte eine Napier Deltic-Maschine

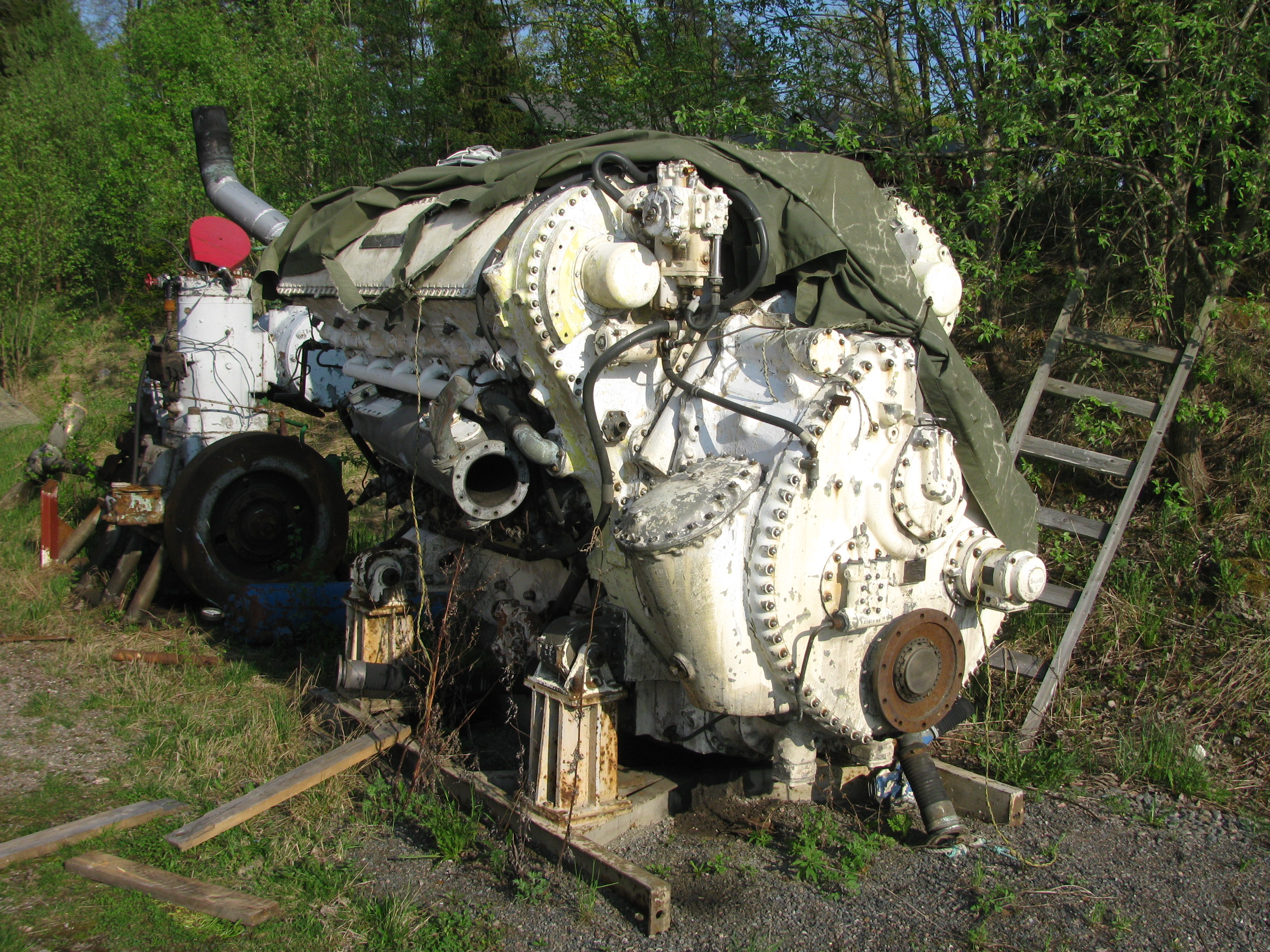
Napier Deltic

Der erste Deltic-Motor wurde 1950 gebaut, und im Januar 1952 begann die volle Erprobung mit sechs Prototypen. Für die Versuche wurde ein als Kriegsbeute nach Großbritannien gelangtes ehemaliges Schnellboot der deutschen Kriegsmarine verwendet, da die für den Einsatz in Schiffen vorgesehenen 18-Zylinder-Deltic-Motoren ebenfalls etwa 3000 PS lieferten, wie auch die in den Schnellbooten ab Werk verbauten Mercedes-Benz-Dieselmotoren. Dabei baute das Deltic-Aggregat allerdings nur etwa halb so groß wie der Reihenmotor, so dass man sich von dem Projekt ein großes Potenzial versprach.
Nachdem die Tests erfolgreich verlaufen waren, wurden die Deltics in den nächsten Jahrzehnten häufig in schnellen, kleinen Schiffstypen verwendet. Die Royal Navy verwendete sie zunächst in den Schnellbooten der Dark-Klasse und in weiterer Folge in einer Reihe von kleineren Kampffahrzeugen und Minensuchern. In den Minenräumern der Hunt-Klasse sind diese Motoren nach wie vor im Einsatz.
Daneben wurden Deltic-Motoren in eine Reihe von Kampffahrzeugen und PT-Schnellbooten eingebaut, die in anderen Marinen Verwendung fanden. Besonders erwähnenswert ist hier die norwegische Tjeld-Klasse, von der Einheiten auch an Deutschland (wo sie 1960–1964 als Schnellboot Typ 152 fuhren, NATO-Nummern P6191 und P6192), Griechenland und die United States Navy verkauft wurden, wo sie als Nasty-Klasse (PTF 3 – PTF 22) bekannt waren. Einheiten dieser Klasse wurden von den USA im Vietnamkrieg für Kommandounternehmen verwendet.
Die Tjeld-Boote hatten zwei Deltics mit insgesamt 6.200 PS bei 24 Metern Länge und einem Gewicht von etwas über 80 Tonnen. Mit ihren allgemein als spektakulär beschriebenen Fahrleistungen waren diese Boote genau die Anwendung, für die diese Motoren ursprünglich entwickelt wurden.

## Einsatz in Lokomotiven

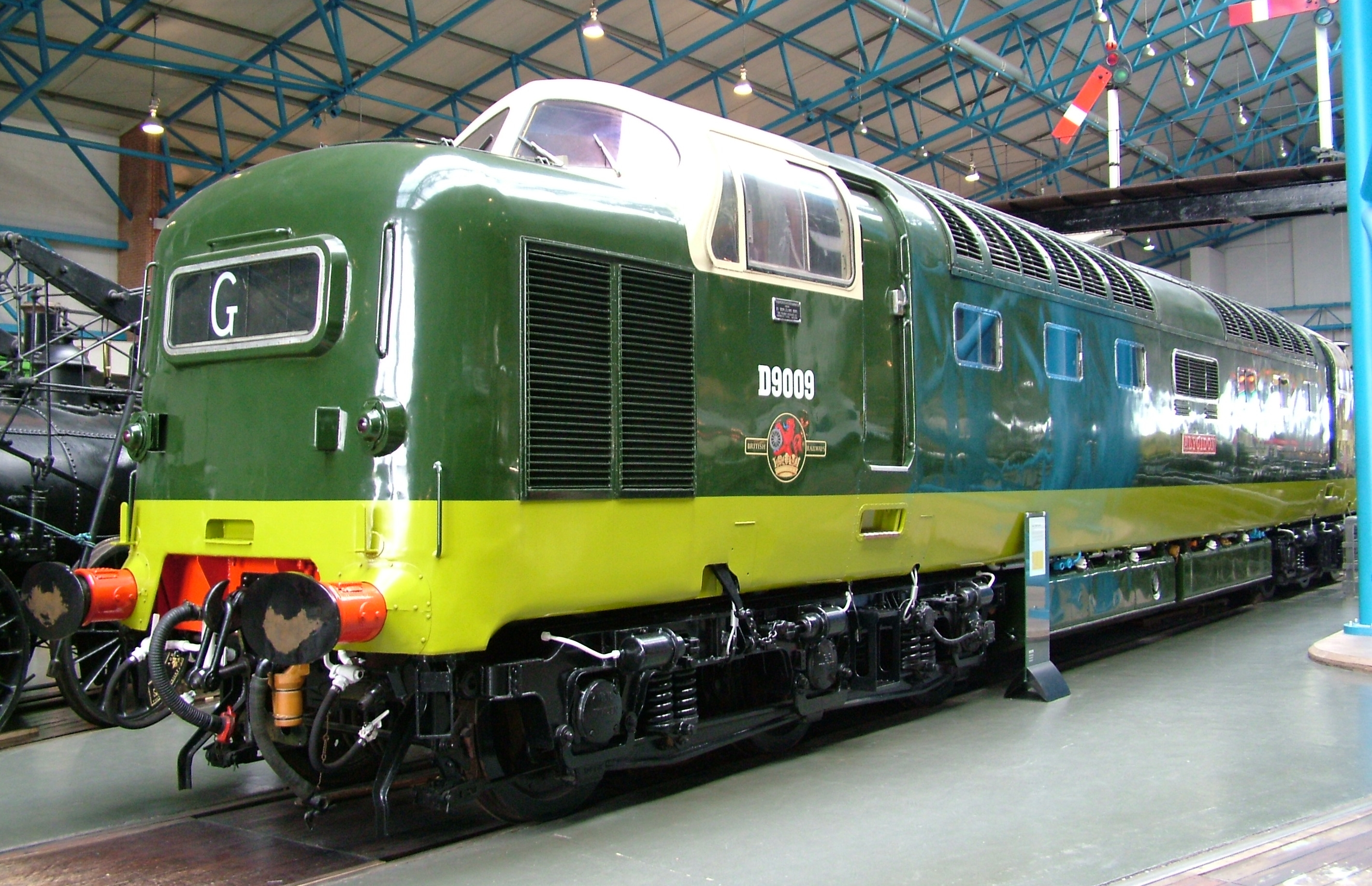
Eine von Napier-Deltic-Motoren angetriebene Class-55-Lokomotive der British Rail aus dem Eisenbahnmuseum von York (GB)

Die Konzernleitung von English Electric, dem Mutterunternehmen des Motorenbauers Napier, sah früh das Potential der Deltic-Motoren für den Einsatz im Eisenbahnwesen und veranlasste 1955 unter dem Namen DP1 den Bau des Prototyps einer mit zwei auf je 1.650 PS gedrosselten Deltics angetriebenen dieselelektrischen Lokomotive für den schweren Schnellzugdienst innerhalb Großbritanniens. Die Drosselung wurde als notwendig angesehen, um die im Eisenbahnbetrieb erforderliche hohe Zuverlässigkeit und die erwünschten langen Wartungsintervalle zu erreichen.
Nach eingehender Erprobung wurden in den Jahren 1961/62 22 Serienmaschinen der als Class 55 bezeichneten Type geliefert, die im Volksmund allerdings meist nur allgemein als „Deltics“ bezeichnet wurden. Der medial sehr beachtete Prototyp DP 1 hatte zu Werbezwecken für den Motor einen großen Schriftzug „Deltic“ auf der Seite; alle später versuchten Umbenennungen des Typs (wie z. B. in „Enterprise“) waren letztlich zwecklos, da die Öffentlichkeit sich an den bereits eingeführten Namen gewöhnt hatte.
Aufgrund des ausgesprochen lauten und sehr charakteristischen Motorengeräusches und der Tatsache, dass diese Maschinen über einen langen Zeitraum für die Schnellzüge auf einigen der wichtigsten Verbindungen in Großbritannien eingesetzt wurden, war diese Maschine trotz der wenigen gebauten Exemplare allgemein sehr bekannt und wurde erst Ende der 1970er endgültig aus dem regulären Liniendienst genommen (als die schnelleren High Speed Trains verfügbar waren).
Sechs Loks sind bei Außerdienststellung vor der Verschrottung bewahrt worden; einige dieser Exemplare sind von Eisenbahnfreunden wieder in fahrbereiten Zustand gebracht worden und können gelegentlich vor Museumszügen bewundert (und gehört) werden.
Neben der Class 55 gab es einige kleinere Maschinen (Class 23), die mit einem kleineren 9-Zylinder-Deltic-Motor ausgestattet waren.

## Einsatz im Super Pumper System des F.D.N.Y.
Ein von 3100 PS auf 2400 PS gedrosselter Napier-Deltic-T18-37C-Dieselmotor diente als Pumpenantrieb im zu dieser Zeit (1964) mit großem Abstand leistungsfähigsten Großtanklöschfahrzeug einer Feuerwehr weltweit, dem Super Pumper System der Feuerwehr New York City. Diese Einheit bestand aus dem Super Pumper selbst, einem Tender mit einer Löschkanone (Kapazität fast 38.000 Liter/Minute) und drei Satellite-Fahrzeugen ebenfalls mit Löschkanonen (Kapazität max. ca. 15.000 Liter/Minute). Hergestellt wurden alle Fahrzeuge von der Mack Trucks Inc. Die direkt an den Napier-Deltic angeflanschte DeLaval-Pumpe des Pumpers war in der Lage, pro Minute knapp über 33.300 Liter Löschwasser bei einem Druck von ca. 24 bar, oder ca. 16.650 Liter bei ca. 48 bar Druck bereitzustellen. Unter Volllast lag der Dieselverbrauch des Napier-Deltic T18-37C des Super Pumpers bei über 500 Liter/Stunde. Mit dem mitgeführten Dieselvorrat konnte der Super Pumper so drei Stunden ohne Nachtanken betrieben werden. Im Einsatz blieb das Super Pumper System bis 1982, die Satellites in überarbeiteter Form noch länger.
Der Pumper kann heute im Antique Toy and Firehouse Museum in Bay City (Michigan) besichtigt werden.

## Betrieb
Die Deltic-Motoren waren eine bemerkenswerte Konstruktion, die ein hervorragendes Leistungsgewicht mit einer sehr kompakten Bauweise vereinte. Als allgemeiner Nachteil ist anzuführen, dass es sich fast zwangsläufig um eine hochgezüchtete Konstruktion gehandelt hat, deren Zuverlässigkeit stets stark von sachgerechter Wartung und Pflege abhing.
Auf den Webseiten von Marineveteranen finden sich Kommentare von ehemaligen Maschinisten, die besagen, dass sich die Mannschaften vor diesen Motoren teilweise sogar gefürchtet hätten, da sie schwierig zu handhaben waren und dass vor allem während des mit Druckluft ausgeführten komplizierten Anlassvorganges offenbar die Gefahr bestanden hat, dass der Motor explodiert. Derartige Probleme haben – selbst wenn sie häufig gewesen sein sollten – praktisch nur den Marinebereich betroffen, da in Lokomotiven aus Gründen der Sicherheit und der Wirtschaftlichkeit nur Deltics mit gedrosselter Leistung eingesetzt wurden.
Die Verfügbarkeit von mit diesen Aggregaten ausgestatteten Schiffen und Lokomotiven war allerdings trotz der Anfälligkeit der Motoren sehr gut, da sie von Haus aus dafür konzipiert waren, bei Problemen am Stück ausgetauscht und im Werk instand gesetzt zu werden; die Fahrzeuge wurden in der Zwischenzeit mit Tauschmotoren betrieben. Diese Art von Wartung durch Austausch war richtungweisend und wurde später zu einer weitverbreiteten Methode.

## Technische Daten
- Typ Napier Deltic T18-37K[3]
- Bauart: Flüssigkeitsgekühlter Gegenkolben-Zweitakt-Dieselmotor mit drei Kurbelwellen und externem Spülgebläse
- Zylinderzahl: 18, in drei Bänken mit je sechs Zylindern in Dreiecksanordnung
- Bohrung: 130,17 mm (5,125 in)
- Hub: 184,15 mm (7,25 in), jeweils × 2
- Gesamthubraum: 88,3 l (5.384 in3)
- Leistung: 2,31 MW (3.100 bhp) bei 2.100 min−1
- Mittlere Kolbengeschwindigkeit: 12,89 m/s (2538 ft/min) bei 2.100 min−1
- Länge: 3912 mm (154 in)
- Breite: 1905 mm (95 in)
- Höhe: 2133 mm (84 in)
- Masse: 6.182 kg (13,630 lb) – trocken, mit Getriebe